# Austrolebias prognathus
 Megalebias prognathus  és un peix de la família dels rivúlids i de l'ordre dels ciprinodontiformes.
Els mascles poden assolir els 12 cm de longitud total.
Es troba a Sud-amèrica.